# Саїдов Бауді Магомедович
Бауді Магомедович Саїдов (1933 , Шалі, Чеченська автономна область, РСФРР, СРСР  — 29 липня 2011 , Шалі, Чечня ) — бригадир тракторно-рільничої бригади радгоспу «Джалка» (Шалінський район, Чечено-Інгушська АРСР), Герой Соціалістичної Праці.

## Біографія
Народився в селі Шалі Чеченської автономної області. Його родина зазнала примусового виселення в Киргизії.
У 1957 році повертається на батьківщину і починає працювати комбайнером-трактористом на машинно-тракторній станції.
З 1964 року — в радгоспі «Джалка» Шалінського району: ланковий, потім бригадир рільничо-тракторної бригади. Його буряківнича бригада, в якій працювала також Герой Соціалістичної Праці Тамара Муслієва, вважалася гордістю республіканського сільського господарства.
Обирався депутатом Верховної Ради Чечено-Інгушської АРСР, був делегатом XXV з'їзду КПРС.

## Нагороди та звання
- Герой Соціалістичної Праці (1973).
- орден Леніна (1970)
- орден Трудового Червоного Прапора (1968).
- Державна премія СРСР (1981)[1]